# Gouvernement Rhodri Morgan II
Pour les articles homonymes, voir Gouvernement Morgan.
6e exécutif dévolu du pays de Galles
Morgan I Jones I
Le second gouvernement de Rhodri Morgan, surnommé « le gouvernement One Wales », est le sixième exécutif gallois dévolu entre le 19 juillet 2007 et le 9 décembre 2009, sous la IIIe législature de l’Assemblée nationale du pays de Galles.
Il est dirigé par Rhodri Morgan, chef du Labour, avec comme adjoint Ieuan Wyn Jones, chef de Plaid Cymru, ayant conclu un accord gouvernemental : le One Wales (en). Les dirigeants sont ainsi à la tête d’une majorité absolue au sein de la chambre élue en mai 2007. Il succède au premier gouvernement Morgan (2007) et précède le premier gouvernement Jones (2009-2011).

## Histoire

### Contexte politique
Après les élections générales de l’Assemblée de mai 2007, le Labour détient de nouveau le plus grand contingent parlementaire — 26 des 60 membres de l’Assemblée — mais la IIIe législature est dépourvue de partis ayant la majorité absolue. À quelques jours d’une potentielle dissolution de l’Assemblée nationale du pays de Galles, Rhodri Morgan est réinvesti comme premier ministre le 25 mai 2007. Le 31 mai, il forme un gouvernement minoritaire composé de ministres et vice-ministres travaillistes,,.
Deux projets de coalition où Plaid Cymru joue un rôle central sont envisagés. Le premier, dit « coalition arc-en-ciel » et All-Wales Accord, aurait consisté en une alliance politique entre Plaid, les Conservatives et les Liberal Democrats, les trois plus grands groupes politiques de l’Assemblée après le Labour. Dans un premier temps rejeté par le conseil exécutif des démocrates-libéraux le 25 mai 2007, il doit être soumis au vote en conseil exécutif et en conseil national de Plaid Cymru. Le second projet de coalition, décrit comme une « option à la néo-zélandaise », serait un partenariat entre Plaid et le Labour voire avec les Liberal Democrats garantissant un soutien dans les votes-clés avec un programme gouvernemental en échange,,,.
Des discussions entre Plaid et le Labour se poursuivent dans le courant du mois de juin et la tenue d’un référendum pour que les pouvoirs de l’Assemblée soient similaires à ceux du Parlement écossais devient une pierre angulaire du projet. Le 27 juin 2007, les deux chefs de parti — Rhodri Morgan (Labour) et Ieuan Wyn Jones (Plaid) — annoncent avoir trouvé un accord et publient le document One Wales (en) détaillant les propositions gouvernementales,.
L’accord de coalition est approuvé par les membres du Labour par 78,43 % voix pour le 6 juillet 2007 dans une conférence spéciale du parti. Le lendemain, Plaid, dans un conseil national, adopte par 225 voix pour et 18 contre le One Wales. Le 11 juillet, Rhodri Morgan annonce que Ieuan Wyn Jones partage ses fonctions en tant que vice-premier ministre et se fait représenter par ce dernier au 90e anniversaire de la bataille d’Ypres (Belgique),,.

### Mise en place et évolution du cabinet
Le 19 juillet 2007, les membres du cabinet et les vice-ministres sont nommés par Rhodri Morgan. Le gouvernement compte alors 7 ministres dont 3 issus de Plaid Cymru, un conseiller général travailliste ainsi que 4 vice-ministres dont un membre de la formation nationaliste galloise. Le conseiller général est approuvé par l’Assemblée le 18 septembre suivant,.
Alors que le ministre du Patrimoine Rhodri Glyn Thomas est rentré dans un pub avec un cigare allumé malgré l’interdiction de fumer dans les lieux publics, il propose sa démission à Rhordi Morgan dans une lettre du 18 juillet 2008. Il est remplacé par un autre membre de Plaid, Alun Ffred Jones, qui prend le poste de ministre de la Culture, du Patrimoine, de la Langue galloise et du Sport le 22 juillet suivant,.
Quelques jours après avoir fêté ses 70 ans, le premier ministre annonce le 1er octobre 2009 qu’il démissionnera prochainement de son poste et qu’il quittera également sa fonction de chef du Labour. Le 1er décembre 2009, Carwyn Jones, membre du gouvernement, prend la tête du parti travailliste, et le 9 décembre suivant, il est nommé premier ministre par les membres de l’Assemblée. Le mandat du gouvernement prend alors fin et le lendemain, le premier gouvernement de Carwyn Jones est formé,,,.

## Statut

### Intitulé gouvernemental
Au sens de la disposition 45 du Government of Wales Act 2006, l’exécutif désormais séparé de l’Assemblée nationale du pays de Galles est appelé le « gouvernement de l’Assemblée galloise » (Welsh Assembly Government en anglais et Llywodraeth Cynulliad Cymru en gallois), le nom que le cabinet de l’Assemblée avait choisi de s’attribuer depuis 2002 bien que cette prérogative ne lui soit pas octroyée dans le Government of Wales Act 1998,,.

### Postes ministériels
Chaque membre du gouvernement de l’Assemblée galloise prend rang selon l’ordre hiérarchique ministériel établi :
1. Le premier ministre (First Minister en anglais et Prif Weinidog en gallois)[a] ;
2. Le « vice-premier ministre » (Deputy Fist Minister en anglais et Dirprwy Brif Weinidog en gallois)[b] ;
3. Les ministres (Ministers en anglais et Ggweinidogion en gallois)[c] ;
4. Le conseiller général (Counsel General en anglais et Cwnsler Cyffredinol en gallois)[d] ;
5. Les vice-ministres (Deputy Ministers en anglais et Dirprwy Weinidogion en gallois)[e].

## Composition

### Cabinet
Les ministres du cabinet sont nommés le 19 juillet 2007. Carl Sargeant, en qualité de whip en chef, y siège.
Bien que désigné dans cette fonction depuis le 19 juillet, Carwyn Jones est formellement nommé conseiller général le 18 septembre 2007 par l’Assemblée,.
Rhodri Glyn Thomas, ministre du Patrimoine, démissionne de sa fonction le 18 juillet 2008. Alun Ffred Jones le remplace à partir du 22 juillet suivant en tant que ministre de la Culture, du Patrimoine, de la Langue galloise et du Sport,.
| Poste | Identité           | Mandat                              | Parti | Parti  |
| --- | ------------------ | ----------------------------------- | ----- | ------ |
| Premier ministre First Minister                                                                                                   | Rhodri Morgan      | 19 juillet 2007 — 9 décembre 2009   |       | Labour |
| Vice-premier ministre Deputy First Minister                                                                                       | Ieuan Wyn Jones    | 19 juillet 2007 — 9 décembre 2009   |       | Plaid  |
| Ministre de l’Économie et du Transport Minister for Economy and Transport                                                         | Ieuan Wyn Jones    | 19 juillet 2007 — 9 décembre 2009   |       | Plaid  |
| Ministre des Finances et de la Prestation du service public Minister for Finance and Public Service Delivery                      | Andrew Davies      | 19 juillet 2007 — 9 décembre 2009   |       | Labour |
| Ministre de la Justice sociale et du Gouvernement local Minister for Social Justice and Local Government                          | Brian Gibbons      | 19 juillet 2007 — 9 décembre 2009   |       | Labour |
| Ministre de l’Éducation, des Enfants et des Jeunes Minister for Education, Children and Young People                              | Jane Hutt          | 19 juillet 2007 — 9 décembre 2009   |       | Labour |
| Ministre des Affaires rurales Minister for Rural Affairs                                                                          | Elin Jones         | 19 juillet 2007 — 9 décembre 2009   |       | Plaid  |
| Ministre de la Santé et des Services sociaux Minister for Health and Social Services                                              | Edwina Hart        | 19 juillet 2007 — 9 décembre 2009   |       | Labour |
| Ministre de la Durabilité et du Logement Minister for Sustainability and Housing                                                  | Jane Davidson      | 19 juillet 2007 — 9 décembre 2009   |       | Labour |
| Ministre de la Culture, du Patrimoine, de la Langue galloise et du Sport Minister for Culture, Heritage, Welsh Language and Sport | Rhodri Glyn Thomas | 19 juillet 2007 — 18 juillet 2008   |       | Plaid  |
| Ministre de la Culture, du Patrimoine, de la Langue galloise et du Sport Minister for Culture, Heritage, Welsh Language and Sport | Alun Ffred Jones   | 22 juillet 2008 — 9 décembre 2009   |       | Plaid  |
| Ministre des Affaires d’assemblée et de la Communication Minister for Assembly Business and Communication                         | Carwyn Jones       | 19 juillet 2007 — 9 décembre 2009   |       | Labour |
| Conseiller général et chef parlementaire Counsel General and Leader of the House                                                  | Carwyn Jones       | 18 septembre 2007 — 9 décembre 2009 |       | Labour |
| Titulaire d’un poste ayant des dispositions particulières pour être membre du cabinet                                             |                    |                                     |       |        |
| Whip en chef Chief Whip | Carl Sargeant      | 19 juillet 2007 — 9 décembre 2009   |       | Labour |

### Vice-ministres
Les vice-ministres sont nommés le 19 juillet 2007.
| Poste                                                                  | Identité         | Mandat                            | Parti | Parti  |
| ---------------------------------------------------------------------- | ---------------- | --------------------------------- | ----- | ------ |
| Vice-ministre des Services sociaux Deputy Minister for Social Services | Gwenda Thomas    | 19 juillet 2007 — 9 décembre 2009 |       | Labour |
| Vice-ministre du Logement Deputy Minister for Housing                  | Jocelyn Davies   | 19 juillet 2007 — 9 décembre 2009 |       | Plaid  |
| Vice-ministre des Compétences Deputy Minister for Skills               | John Griffiths   | 19 juillet 2007 — 9 décembre 2009 |       | Labour |
| Vice-ministre de la Régénération Deputy Minister for Regeneration      | Leighton Andrews | 19 juillet 2007 — 9 décembre 2009 |       | Labour |